# 제 (황소)
제(齊)는 중국 당나라의 인물인 황소가 881년 황소의 난 때 당 희종을 쫓아내고 세운 국가이다. 국호를 대제(大齊)라고도 하며 연호는 금통(金統)이라고 했다.
884년 황소의 군대가 이극용에게 격파당하고 황소의 난이 진압된 뒤, 황소가 자결하자 멸망하였다.

## 역대 황제
| 대수 | 시호 | 휘     | 연호       | 재위          |
| ---- | ---- | ------ | ---------- | ------------- |
| 1    | -    | 소(巢) | 금통(金統) | 881년 ~ 884년 |